# Мотор (Люблин)
Мотор (на полски: Górniczy Klub Sportowy) е полски футболен клуб от град Люблин. Основан е на 27 декември 1950 г. като „Стал“. Състезава се в Екстракласа, сезон 2024/25.
Домакинските си срещи играе на стадион „ГКС Катовице“ с капацитет 9 511 зрители.
Първото и единственно участие в европейските клубни турнири е през 1982 г. за Купа Интертото в група с „Лингби“, „Дуисбург“ и „Люцерн“.

## Успехи
- Екстракласа:
  - 9-то място (1): 1984/85
- Купа на Полша:
  - 1/4 финалист (3): 1978/79, 1981/82, 2022/23